# Logothetiánika
Logothetiánika (Logothetianika) är en ort i Grekland.   Den ligger i prefekturen Nomós Piraiós och regionen Attika, i den södra delen av landet, 200 km söder om huvudstaden Aten. Logothetiánika ligger 326 meter över havet och antalet invånare är 153. Den ligger på ön Kythera.
Terrängen runt Logothetiánika är huvudsakligen kuperad, men den allra närmaste omgivningen är platt. Havet är nära Logothetiánika norrut. Runt Logothetiánika är det glesbefolkat, med 12 invånare per kvadratkilometer. Närmaste större samhälle är Potamós, 1,3 km norr om Logothetiánika. 